# Nội chiến Áo
Nội chiến Áo (tiếng Đức: Österreichischer Bürgerkrieg) còn được gọi là Cuộc nổi dậy tháng Hai (tiếng Đức: Februarkämpfe), là một thuật ngữ đôi khi được sử dụng để chỉ các cuộc giao tranh kéo dài vài ngày giữa các lực lượng Phát xít và Xã hội chủ nghĩa vào ngày 12–15 tháng 2 năm 1934 ở Áo. Các cuộc đụng độ bắt đầu ở Linz và chủ yếu diễn ra ở các thành phố Vienna, Graz, Bruck an der Mur, Judenburg, Wiener Neustadt và Steyr nhưng cũng có thể ở một số thành phố công nghiệp khác ở miền đông và miền trung nước Áo.

## Nguồn gốc xung đột

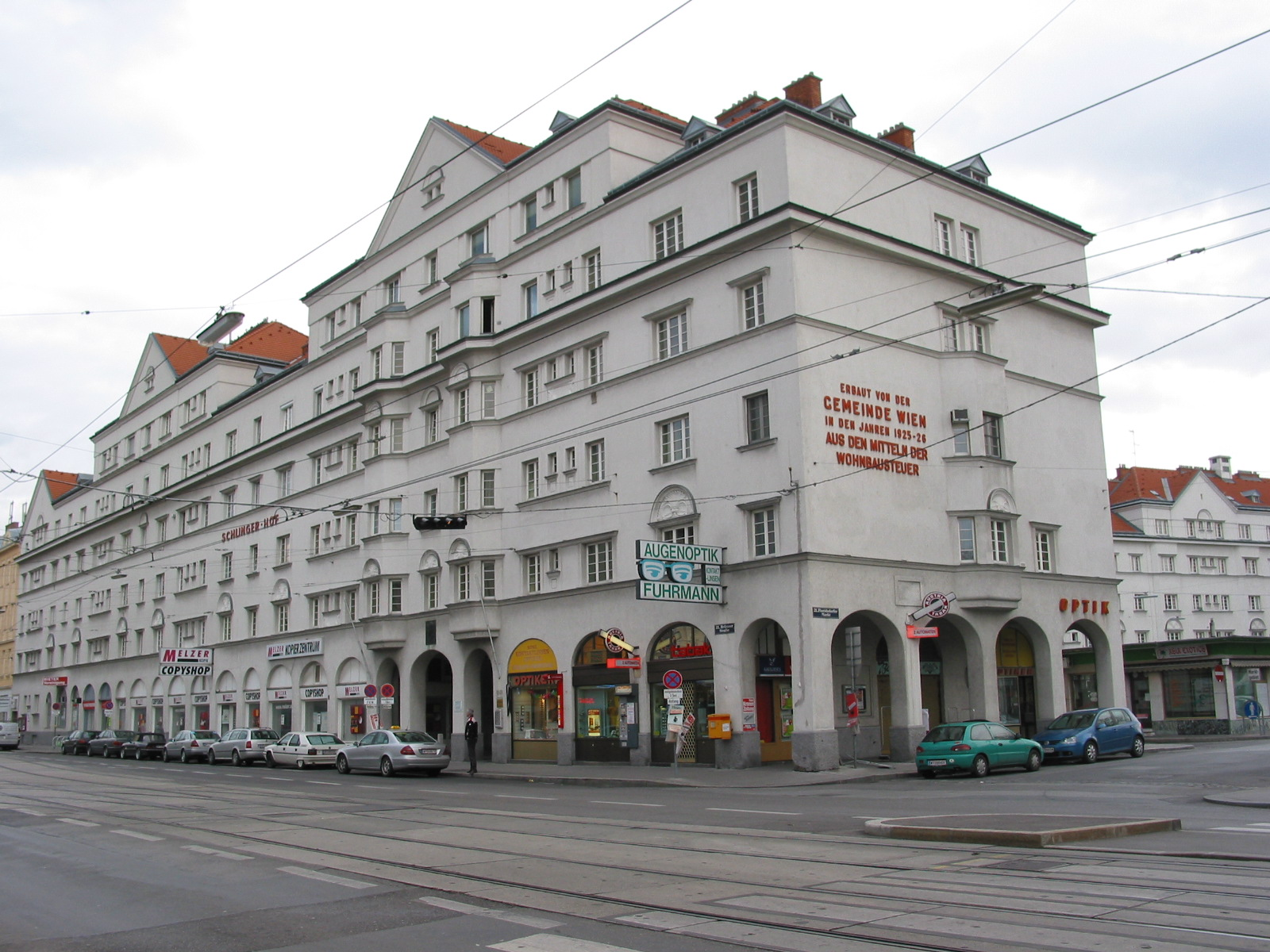
Schlingerhof ở Floridsdorf, nơi đặt một kho vũ khí lớn và được Republikanischer Schutzbund sử dụng vào năm 1934

## Xung đột

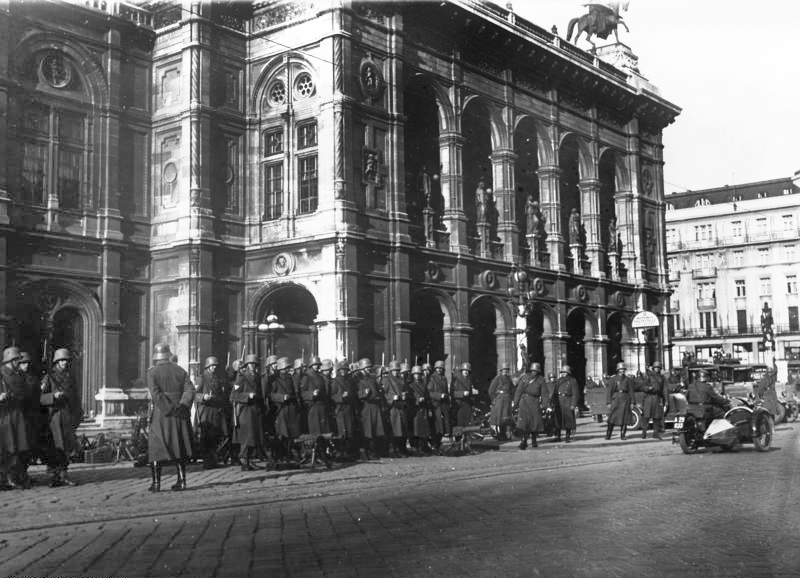
Trận chiến tháng 2: Các binh sĩ Quân đội Liên bang vào vị trí trước Nhà hát Opera Quốc gia Vienna

## Ảnh hưởng

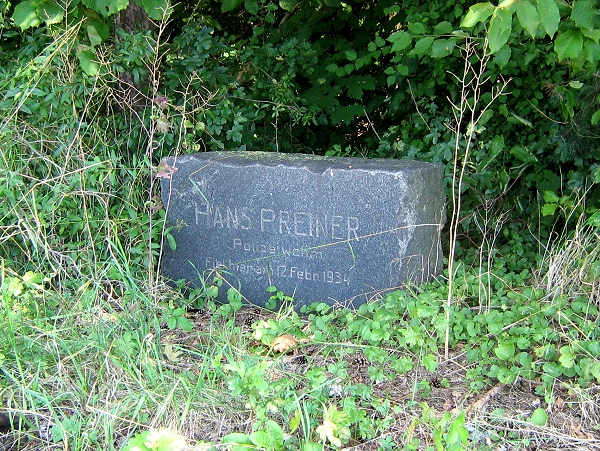
Đá tưởng niệm một sĩ quan cảnh sát bị giết vào ngày 12 tháng 2 năm 1934 tại Linz trong chiến tranh

## Tác động lâu dài

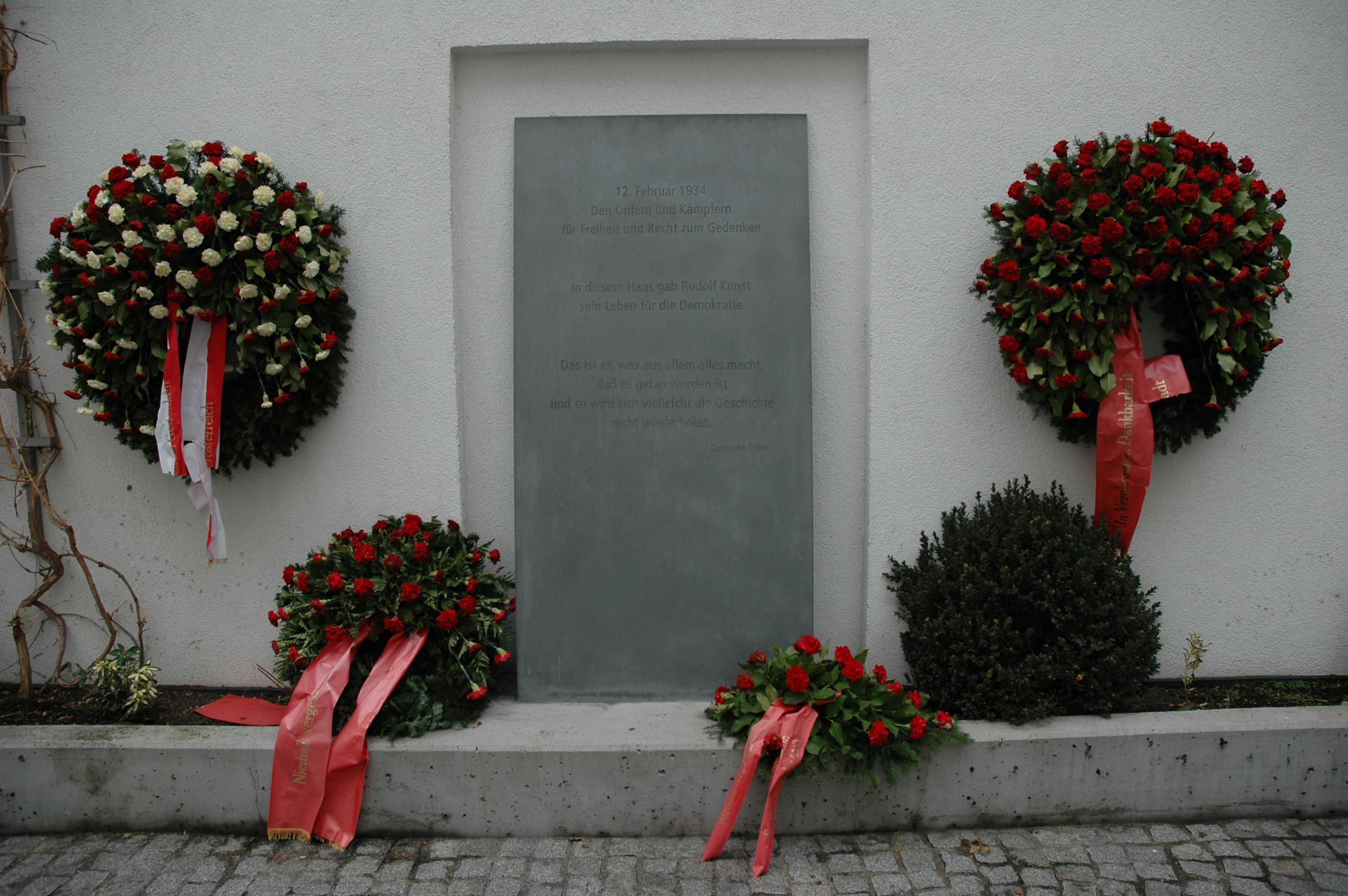
Đài tưởng niệm các nạn nhân và các chiến binh tại nơi bắt đầu cuộc nội chiến, trong sân của khách sạn Schiff ở Linz.